# 杨曾文
杨曾文（1939年12月—），山东即墨人，中国佛教史学者，中国社会科学院世界宗教研究所研究员，中国社会科学院荣誉学部委员。1964年毕业于北京大学历史系。